# Idioma jeju
El jeju, cheju o jejuano (autoglotónimo: 제줏말; en coreano: 제주어), es una de las lenguas coreánicas (junto con el coreano) hablada en la isla de Jeju, Corea del Sur. Difiere en gran medida de los dialectos del coreano continentales.

## Nombre
El nombre está transcrito como jeju en la romanización revisada y Cheju en la romanización McCune-Reischauer. En coreano, se le conoce como:
- 제주 방언 (濟州方言) Jeju bang-eon;
- 제주 사투리 Jeju saturi «dialecto Jeju»;
- 제주어 (濟州語) Jejueo «idioma Jeju»;[4] o
- 제주말 Jejumal «habla de Jeju».

El último cubre ambos conceptos, el de lengua y el de dialecto.

## Clasificación
Aunque muchos surcoreanos, incluso los que hablan el idioma jeju, consideran que es un dialecto de la lengua coreana, se puede decir que se trata de una lengua separada porque es casi mutuamente ininteligible con el coreano de la parte continental. Se reconoce como una lengua distinta a nivel local y por la UNESCO.

## Demografía
Hay entre 5000-10 000 hablantes con fluidez, todos nacidos antes de 1950.[cita requerida] El jeju fue hablado en el pasado a través de la isla de Jeju, además de las islas Chuja en el antiguo Condado Bukjeju (actualmente la Ciudad de Jeju), donde se habla el dialecto Chuja, una variedad del dialecto jeolla. También sobrevive en enclaves de la diáspora en Japón.
En enero de 2011, la UNESCO añadió el jeju al Atlas Mundial de lenguas en peligro como una «lengua en peligro crítico».

## Fonología
Tiene 9 vocales:
| i ㅣ      | ɨ ㅡ | u ㅜ |
| e ㅔ ɛ ㅐ | ə ㅓ | o ㅗ |
| a ㅏ      | a ㅏ | ɒ ㆍ |

El jeju mantiene la vocal arae-a (ɒ), que ya no existe en el coreano estándar.
Cambios históricos
- Coreano medio *kj > Jeju [t͡ɕ] (e.g. *kjər > [t͡ɕər] 'ola')
- Coreano medio *əːj > Jeju [i] (e.g. *kəːj > [ki] de [kiŋi] 'cangrejo')

## Pragmática
Una diferencia notable entre el idioma jeju y los dialectos de Corea continental es la falta de formalidad y deferencia honorífica a los ancianos. Por ejemplo, mientras que un hablante del dialecto de Seúl diria 안녕하세요 annyeonghaseyo «Hola» a una persona mayor, un hablante de jeju diría 반갑수다 ban-gapsuda, que equivale a un «qué tal». En la parte continental de Corea sería inapropiado que un niño dijera eso a un adulto, pero su uso es aceptable en Jeju.

## Vocabulario
El idioma jeju conserva muchas palabras arcaicas que se perdieron en otros lugares, y tomó palabras extranjeras que no se encuentran en el coreano estándar. También hay muchas palabras que no han sido relacionadas con otros idiomas, y que posiblemente se derivan de la lengua del antiguo reino de Tamna.[cita requerida]
| Ejemplos         | Ejemplos             | Ejemplos                              | Ejemplos |
| Jeju             | Jeju                 | Significado                           | Notas |
| Hangul           | Romanización         | Significado                           | Notas |
| ---------------- | -------------------- | ------------------------------------- | --- |
| [?]저옵서예      | hɒnjeo opseoye       | «bienvenido»                          | |
| 아방             | abang                | «padre»                               | Cognado con el coreano estándar abeoji «padre» y el dialecto de Gyeongsang del Sur aba «padre». Muy similar al malayo-polinesio (Taiwán) «abang» (tío).                                                                                             |
| 어멍             | eomeong              | «madre»                               | |
| 하르방           | hareubang            | «abuelo; anciano»                     | |
| 할망             | halmang              | «abuela; anciana»                     | Creado a partir de muchas deidades chamánicas, como Samseung Halmang, Jeoseung Halmang y Seolmundae Halmang. |
| 아즈방           | ajeubang             | «tío»                                 | |
| 아즈망           | ajeumang             | «tía»                                 | |
| 삼춘             | Samchun              | (hombre y mujer de mediana edad)      | En coreano estándar, Samchon se refiere al «tío». Sin embargo, en la isla de Jeju, Samchun se refiere a todos los hombres y mujeres de mediana edad.                                                                                                |
| 오라방           | orabang              | «hermano mayor» (de una mujer)        | |
| [?]              | ttɒl                 | «hija»                                | |
| 가시아방         | gasiabang            | «suegro» (de un hombre)               | Del coreano medio gas «esposa» + el sufijo genitivo -ɒy + abang «padre», literalmente «padre de la esposa». |
| [?]아이          | sɒnai                | «hombre»                              | |
| 지집빠이         | jijib-bbai           | «mujer»                               | Cognado con el coreano estándar gyējibai ~ gyējibae «chica,» del coreano gyējib «mujer» + coreano ai ~ ǣ «niño». Bastante similar a Malayo-Polinesio (Taiwán) babay «chica».                                                                        |
| 비바리           | bibari               | «doncella»                            | |
| 가물어           | gamureo              | «distinto»                            | |
| 야개기           | yagaegi              | «cuello»                              | |
| 낭               | nang                 | «árbol, arbusto, madera»              | Proveniente de la palabra para «árbol, arbusto, madera» namg- del coreano medio. |
| 굴묵낭           | gulmungnang          | «árbol zelkova»                       | |
| 태역             | taeyeok              | «pasto»                               | |
| 송키             | songki               | «vegetal»                             | Similar al idioma manchu sogi «vegetal». |
| 지실             | jisil                | «papa»                                | |
| 강생이           | gangsaeng-i          | «cachorro»                            | |
| 고냉이           | gonaeng-i            | «gato»                                | |
| 노리             | nori                 | «corzo siberiano»                     | |
| 도치             | dochi                | «hacha»                               | La palabra «hacha» aparece como dosguy, dosgeuy, o dochɒy en el coreano medio. |
| 오름             | oreum                | «montaña, colina»                     | |
| 고고리           | gogori               | «espiga»                              | |
| 그디             | geudi                | «ahí»                                 | El idioma jeju usa -di en vez de -(eo)gi para formar pronombres de localización |
| 이디             | idi                  | «aquí»                                | |
| 깅이             | ging-i               | «cangrejo»                            | |
| 생이             | saeng-i              | «pájaro»                              | |
| 놈삐 or 무수     | nomppi or musu       | «rábano»                              | En la isla Jeju musu es afín con el coreano estándar muu, pero derivado de una variante de coreano medio diferente. Nótese la similitud con el idioma manchú mursa «rábano blanco chino globular grande». La etimología de jeju es nombbi «oscuro». |
| 대비             | daebi                | «calcetín»                            | Compárese con el japonés tabi «calcetín tradicional japonés» |
| 도새기           | dosaegi              | «cerdo»                               | |
| 돗괴기           | dotgoegi             | «cerdo (comida)«                      | |
| 독새기           | doksaegi             | «huevo de gallina»                    | |
| 부루             | buru                 | «lechuga»                             | |
| 주리             | juri                 | «cambio (después de una transacción)» | Compárese con el japonés tsuri. |
| 절               | jeol                 | «ola»                                 | En coreano medio gyeol con el mismo significado; en coreano estándar mulggyeol |
| 어욱             | eouk                 | «eulalia»                             | |
| 인칙             | inchik               | «temprano»                            | |
| 개역             | gaeyeok              | «polvo de grano asado»                | |
| 모물, 모몰, 모믈 | momul, momol, momeul | «trigo sarraceno»                     | |
| 몬독             | mondok               | «polvo»                               | |
| 빙애기           | bing-aegi            | «pollito»                             | |
| 가사             | gasa                 | «paraguas»                            | Compárese con el japonés kasa «paraguas» y el coreano gat, un sombrero antiguo. |
| 몽댕이           | mongdaeng-i          | «bastón»                              | En coreano estándar mongdung-i «bastón, palo, mazo». |
| 몬딱             | monttak              | «todo»                                | |
| 정지             | jeongji              | «cocina»                              | Esta palabra no es única al idioma jeju, también aparece en los dialectos de Gyeongsang y Jeolla |
| 하영             | hayeong              | «mucho»                               | |
| 호꼼, 호끔       | hokkom, hogkkeum     | «poco»                                | |
| 테우리           | teuri                | «granjero»                            | teuri puede referirse a aeongsunam, la deidad de la agricultura. |
| 잘도 아깝다      | jaldo aggapda        | «muy bonito/hermoso»                  | |

## Gramática

### Verbos
Tiempo presente
Los honoríficos del jeju difieren del coreano estándar. Cuando la norma tiene declarativa ㅂ니다 -mnida, El idioma jeju tiene 암/엄수다 -amsuda o -eomsuda; Donde el coreano tiene interrogativa ㅂ니까? -mnikka?, el idioma jeju tiene 암/엄수과? -a/eomsugwa?.
| Raíz        | Jeju      | Coreano                  | Significado   |
| ----------- | --------- | ------------------------ | ------------- |
| 적다 jeokda | 적엄수다  | 적습니다, 적고 있습니다  | escribiendo   |
| 적다 jeokda | 적엄수과? | 적습니까, 적고 있습니까? | ¿escribiendo? |

Los verbos de estado («adjetivos») son similares. Donde el estándar tiene ㅂ니다/까 -mnida/mnikka o 습니다/까 -seumnida/seumnikka, el idioma jeju tiene 우다/꽈 -uda/uggwa o수다/꽈 -suda/suggwa, respectivamente.
| Raíz        | Jeju    | Coreano   | Significado  |
| ----------- | ------- | --------- | ------------ |
| 적다 jeokda | 적수다  | 적습니다  | Son muchos   |
| 적다 jeokda | 적수꽈? | 적습니까? | ¿Son muchos? |

Tiempo pasado
El declarativo pasado del idioma jeju 앗/엇수다 -assuda/eossuda corresponde al estándar 았/었습니다 -asseumnida/eusseumnida y el interrogativo 앗/엇수과? -assugwa/-eossugwa corresponde al estándar 았/었습니까? -asseumnikka/eosseumnikka.
| Raíz      | Jeju      | Coreano     | Significado |
| --------- | --------- | ----------- | ----------- |
| 알다 alda | 알앗수다. | 알았습니다  | entendido.  |
| 알다 alda | 알앗수과? | 알았습니까? | ¿entendido? |